# Düsseldorf Zoo
Düsseldorf Zoo – przystanek kolejowy w Düsseldorfie, w kraju związkowym Nadrenia Północna-Westfalia, w Niemczech. Znajduje się tu 1 peron.
| Düsseldorf Zoo                |  |                      |
| Linia Köln Hbf – Duisburg Hbf |  |                      |
| Düsseldorf Wehrhahn           |  | Düsseldorf Derendorf |